# Olomouc (planetka)
(30564) Olomouc je planetka nacházející se v hlavním pásu planetek (mezi Marsem a Jupiterem). Objevil ji český astronom Petr Pravec 28. července 2001 na Ondřejově. Byla pojmenována podle moravského města Olomouc.